# Greg Nixon
Greg Nixon (12 de setembro de 1981) é um velocista norte-americano, campeão mundial no revezamento 4x400 m do Campeonato Mundial de Atletismo de 2011 em Daegu, Coreia do Sul. Ele também é bicampeão mundial indoor na mesma prova nos Campeonatos Mundiais de Atletismo em Pista Coberta de Doha 2010 e Valência 2008. Foi medalha de prata nos 4x400 m dos Jogos Pan-americanos de 2007 no Rio de Janeiro.